# Олариј Веки (Прахова)
Олариј Веки (рум. Olarii Vechi) насеље је у Румунији у округу Прахова у општини Олари. Oпштина се налази на надморској висини од 88 m.

## Становништво
Према подацима из 2002. године у насељу је живело 874 становника, од којих су сви румунске националности.